# Azenia implora
Azenia implora är en fjärilsart som beskrevs av Augustus Radcliffe Grote 1882. Azenia implora ingår i släktet Azenia och familjen nattflyn. Inga underarter finns listade i Catalogue of Life.